# Gula fläcken
För andra betydelser, se Makula (olika betydelser).

25 = Gula fläckens position i det mänskliga ögat.

Gula fläcken eller makula (latin: macula lutea) är en 2 till 3 millimeter stor punkt centralt på näthinnan, där tapparna, det vill säga färgreceptorerna i ögat, sitter som tätast, och den saknar stavar.
Det är den del av synfältet där man ser skarpast. Ytan har ytterradien 9,2 grader från synfältscentrum.
Den gula färgen kommer från antioxidanterna lutein och zeaxantin, som finns i gula fläcken. Upp till 80 procent av cellernas lameller i gula fläckens tappar består av omega-3-fettsyran DHA. Lutein, zeaxantin, lykopen, selen, zink, vitamin E och vitamin C är samtliga antioxidanter som fungerar skyddande för gula fläcken.

## Makuladegeneration
Vid åldersrelaterad makuladegeneration förstörs syncellerna i gula fläcken och bidrar till nedsatt skarpsyn. Den perifera synen är oförändrad. Macula lutea är den anatomiska benämningen för ögats gula fläck, som ansvarar för skarpsynen. Denna sjukdom är den vanligaste orsaken till nedsatt syn hos äldre. Det rör omkring 500 000 personer i Sverige som får högre eller lägre grad av åldersrelaterad makuladegeneration.

## Orsaker
Gula fläckens näthinna förstörs successivt på grund av åldersrelaterade faktorer. Till synes är att avfallsämnen från ämnesomsättningen samlas i näthinnans sinnesceller, på grund av att cellerna inte längre kan göra sig av med ämnena. Ännu finns det inte någon känd orsak, men ärftliga faktorer och externa riskfaktorer har stor betydelse. Ålder, rökning, UV-strålning, sömnmedicin och för lite intag av frukt och grönsaker kan påverka. 
Makuladegeneration finns antingen i våt eller torr form. Den torra formen är den vanligaste och förstör näthinnans gula fläck med skarpsyn, utan att det blir en nybildning av blodkärl från underliggande åderhinnan och blöder ut i ögat. Utvecklingen tar flera år. 
Vid den mera sällsynta våta formen växer blodkärlen och blöder ut i ögat. Denna form är den farligaste och utgör 90 procent av fallen med tydlig synnedsättning vid åldersrelaterade makuladegeneration.